# 庫巴區
庫巴區是阿塞拜疆的一個區，位於該國東北部。面積2,610平方公里，人口143,100人。首府庫巴。
1930年建區。